# Киценко Тетяна Петрівна
Киценко Тетяна Петрівна (нар. 22 вересня 1977, Харків) — українська драматургиня, сценаристка, авторка та кураторка соціально-культурних проєктів.

## Біографія
Народилася у Харкові в родині військового. Перші роки життя провела у с. Клугино-Башкирівка Харківської області.
У 1984 пішла до гарнізонної школи в місті Риза (нім. Riesa, Саксонія, Німеччина). Переїжджаючи разом із сім'єю, також жила в м. Жданівка Донецької області, м. Біла Церква Київської області.
З 1996 по 2007 роки мешкала в Харкові, у 2001 р. закінчила Харківський державний педагогічний університет за спеціальністю «російська мова, світова література, англійська мова».
У 2005—2016 працювала журналісткою в Elle, Marie Claire, «Афіша», «АрхІдея» та інших українських виданнях.
З 2016 — сценаристка, багато пише для детективних проєктів: «Історія одного злочину», «Хід прокурора», «Водна поліція».
З 2007 року живе і працює в Києві.

### Родина
Батько, Киценко Петро Іванович, — військовослужбовець, після відставки працював викладачем ПВП у школах м. Біла Церква. Мати, Киценко Людмила Миколаївна, — медична працівниця. Сестра — Анастасія Червінська. Чоловік — Олександр Попелиш, лікар.

## П'єси
- «Проблеми дощів» (2011)
- «Три Ніцше» (2011) (постановка на Херсонському фестивалі «Лютий февраль» № 4)
- «Бал бетменів» (2012)
- «Кімната абсолютної тиші» (2012)
- «Моя міліція мене» (2013)
- «Белохалатность» (2013) (постановка «the Білохалатність» Черкаського академічного обласного Українського музично-драматичного театру ім. Т. Шевченка, 2015)
- «Жінки та снайпер» (2014) (постановка театру Магдебурга в рамках фестивалю «Дикий Схід. Явище Україна»)
- «У пошуках героя» (2014) (постановка Прилуцького ГДК, 2014; Чернігівського академічного обласного Українського музично-драматичного театру ім. Т. Шевченка, 2017)
- «Отелло соромно» (2016)
- «Пеніта ля трагедія» (2019) (Київ, Сцена 6, постановка «ПЕНІТА.опера» в рамках проєкту «Довічно важливо», 2019)
- «Іван Федорович Шпонька та Червона Свитка» (2021, 2022)
- «Хрест» (2022)
- «Баба Тома» (2022)
- «Тут живуть люди» (2022)
- «Все лишилось в Маріуполі» (2023)

## Кураторська діяльність
Кураторка проєктів «На документ!» (2013), «Драма свободи» (2014), «Під прицілом. Сучасна драма» (2015).
Авторка і кураторка соціально-культурного проєкту «Довічно важливо» (2018—2019).

### Проєкт «Довічно важливо»
У 2018—2019 роках Тетяна Киценко з командою однодумців розробили проєкт «Довічно важливо», покликаний змінити ставлення суспільства до засуджених на довічне ув'язнення жінок.
Проєкт складається з низки правозахисних заходів і креативної частини — документальної «ПЕНІТА.опери» в супроводі концептуальної фотовиставки Русі Асєєвої. Авторка лібрето «ПЕНІТА.опери» — Тетяна Киценко, композитор — Золтан Алмаші, режисер — Максим Голенко, хореограф — Максим Булгаков, художник-постановник — Максим Афанасьєв, віджей — Сергій Пилявець.
Прем'єра «ПЕНІТА.опери» пройшла 11 квітня 2019 року на Сцені 6, Київ. Згодом спектакль увійшов до репертуару Київського національного академічного театру оперети.
Проєкт «Довічно важливо» реалізувала ГО «Театральна платформа» в співпраці з Харківською правозахисною групою, «Мережею із судового захисту прав ув'язнених» (European Prison Litigation Network), ансамблем «Київська камерата» і Будинком композиторів, за фінансової підтримки програми Culture Bridges.

## Визнання і нагороди
- Переможниця «Тижня актуальної п'єси» (Київ, 2011[4], 2012, 2013).
- Переможиця фестивалю «Драма.UA» (Львів, 2012[5]).
- Учасниця фестивалю SPECIFIC (Брно, 2014 року), проєкту «Wilder Osten. Ereignis Ukraine» (Магдебург, 2016).
- Лауреатка конкурсу «Коронація слова» (Київ, 2015[6]).
- Володарка гран-прі конкурсу Free Theatre (Лондон–Мінськ, 2016).

## Публікації п'єс
- UA Киценко Тетяна, Три Ніцше. Сучасна українська драма. Луцьк: Смарагд, 2012. — 182 с.
- UA Киценко Тетяна, Бал бетменів. Drama.UA-2012. Львів: Artarea, 2013. — 284 с.
- EN Kytsenko Tetiana, The Women and the Sniper. Belarus Free Theatre. Staging a Revolution. New Plays From Eastern Europe (The VIII International Contest of Contemporary Drama). London: Oberton Books LTD, 2016[7]
- UA Kytsenko Tetiana, Whitecoatlapse. Terra Poetica. Almanac of Young Drama. Kyiv: Samit-Knyga 2018. 296 p.
- PL Kycenko Tetiana, Białofartuszność. Współczesna dramaturgia ukraińska. Od A do JA. Warszawa: ADiT, 2018. 256 s.
- UA Киценко Тетяна, Іван Федорович Шпонька та його тітонька. Вісім. Збірка текстів для театру. Херсон: Старт, 2021. 300 с.
- EN Kytsenko Tetiana, Call Things by Their Names. A Dictionary of Emotions in a Time of War: 20 Short Works by Ukrainian Playwrights. Laertes Press, Chapel Hill, (North Carolina, USA), 2023. 268 p.

## Публікації в ЗМІ
- Тетяна КИЦЕНКО: «Драматург має дивитися в обличчя реальності»[Архівовано 3 лютого 2020 у Wayback Machine.]«Хрещатик» 20.08.2014
- На війні є лише «свої» та «чужі»[Архівовано 3 березня 2022 у Wayback Machine.]«День» 17.08.2016
- Від початку до кінця автор має змінюватися[Архівовано 5 вересня 2020 у Wayback Machine.]«Критика» 03.2017
- Було страшно усвідомлювати: в Києві стартує важливий проект про довічно засуджених жінок[Архівовано 24 листопада 2020 у Wayback Machine.]«РБК Украина» 01.04.2019
- Тетяна Киценко: «Довічне ув'язнення рівнозначне тортурам. Чи готові ми всіх цих людей катувати й далі?». «Цензор.нет» 04.04.2019
- Жінки за гратами. Що ми про них знаємо?. «Интерфакс Украина» 14.05.2019
- «ПЕНІТА.оперу» про довічно засуджених жінок покажуть у Києві[Архівовано 14 серпня 2020 у Wayback Machine.]«Укринформ» 09.04.2019
- Інтерв'ю з довічно ув'язненими жінками стали основою опери[Архівовано 16 квітня 2019 у Wayback Machine.]MusicReview Ukraine. 06.04.2019
- Інтерв'ю з довічницями стали основою опери[Архівовано 22 лютого 2022 у Wayback Machine.]«Газета. UA» 29.03.2019
- Покаяння окаянних. «Критика» 07.2019
- «ПЕНІТА ОПЕРА» — МОТИВ ДЛЯ КОЛОНІЇ І ФІЛАРМОНІЇ[Архівовано 20 вересня 2020 у Wayback Machine.]«Коридор» 01.08.2019
- ХТО І НАВІЩО СТАВИТЬ ОПЕРУ ПРО ЗАСУДЖЕНИХ ЖІНОК[Архівовано 2 січня 2021 у Wayback Machine.]CulturePartnership 04.2019
- Голоси довічного ув'язнення у соціальному проекті «Довічно важливо»[Архівовано 29 березня 2020 у Wayback Machine.]CulturePartnership 01.2020
- У Києві презентували документальну оперу про довічно ув'язнених жінок — відео[Архівовано 12 квітня 2019 у Wayback Machine.]«Радиосвобода» 11.04.2019
- Максим Голенко, Тетяна Киценко. «Отражение-Віддзеркалення»[Архівовано 7 січня 2020 у Wayback Machine.]ATN 25.04.2019 (відео)
- Тетяна Киценко. Первый городской, Одесса 05.03. 2019 (відео)